# Mozdok
Mozdok (del ruso: 'Моздо́к'), en osetio: Мӕздӕг Mæsdægⓘ es una localidad de la República de Osetia del Norte, en la Federación Rusa.
Se ubica a lo largo de la orilla izquierda del río Térek, es el centro administrativo del distrito que lleva su mismo nombre, y está situada a 92 kilómetros al norte de Vladikavkaz, la capital. Fue fundada en 1763, y su nombre significa bosque denso en cabardiano. Actualmente es el segundo municipio de la república en número de habitantes (40.133 en 2010).

## Historia Contemporánea
En 1759, Kurgok Konchokin, soberano de la Pequeña Kabardia, aceptó bautizarse con el nombre de Andréi Ivánov, trasladándose con los súbditos que aceptaron bautizarse a la colonia Mezdog > Mozdok, fundada en 1763. 
En agosto de 1942 fue conquistada por las tropas alemanas durante la Operación Azul (Fall Blau en alemán) y recapturado en enero de 1943 por el Ejército Rojo.
En junio de 2003, un atacante suicida causó estragos en la ciudad, cuando un autobús lleno de personal ruso de la fuerza aérea fue destruido tras ser embestido por el coche del terrorista. El 1 de agosto del mismo año, un hospital militar en la ciudad fue blanco de un suicida que conducía un camión bomba de gran tamaño. El edificio fue dañado considerablemente, y más de cincuenta personas murieron en la explosión. Estos ataques son solo dos de una serie de ataques contra las instalaciones rusas en Mozdok desde el inicio de la segunda guerra chechena.

## Composición étnica
Según datos de 2002 la población se compone de los siguientes grupos étnicos:
- Rusos (62.73%)
- Osetios (7.66%)
- Armenios (6.12%)
- Cumucos (4.55%)
- Chechenos (4.25%)
- Kabardianos (3.16%)
- Coreanos (2.39%)